# Werner Zeyer
Pour les articles homonymes, voir Zeyer.
Werner Zeyer, né le 25 mai 1929 à Oberthal et mort le 26 mars 2000 à Sarrebruck, était un homme politique allemand membre de l'Union chrétienne-démocrate d'Allemagne.
Il est élu député fédéral de Sarre au Bundestag en 1972, puis devient ministre-président du Land sept ans plus tard, après la mort de Franz-Josef Röder.
En 1980, il mène la CDU aux élections régionales, qui termine deuxième derrière le SPD d'Oskar Lafontaine, candidat du Parti social-démocrate. Il réussit à se maintenir au pouvoir en reconduisant la « coalition noire-jaune » alors au pouvoir depuis trois ans.
Lafontaine remporte la majorité absolue au scrutin de 1985, aussi Zeyer se retire de la vie politique.

## Formation et carrière
Il passe son Abitur en 1949 et entreprend ensuite des études supérieures de droit. Il obtient son premier diplôme juridique d'État en 1953 et décroche le second trois ans plus tard. Il devient par la suite juge.

## Vie politique

### L'héritier de Franz-Josef Röder
Il est élu préfet de l'arrondissement de Saint-Wendel en 1961, un poste auquel il renonce onze ans plus tard pour entrer au Bundestag comme député fédéral de Sarre. Porté à la présidence de la CDU régionale en 1978, Werner Zeyer est investi ministre-président de Sarre le 5 juillet 1979, neuf jours après le décès de Franz-Josef Röder, au pouvoir depuis 1959 et qui avait annoncé le 25 juin, veille de son décès, qu'il choisissait Zeyer comme successeur pour les élections régionales de 1980.

### Élections de 1980: un mandat sauvé de justesse
Lors du scrutin, les chrétiens-démocrates, au pouvoir depuis 1955, perdent, avec 44 % des voix et 23 députés, leur statut de première force politique régionale au profit du Parti social-démocrate d'Allemagne (SPD), emmené par le bourgmestre de Sarrebruck, Oskar Lafontaine, qui récolte 45,4 % et 24 sièges.
Le chef du gouvernement sortant assure toutefois son maintien au pouvoir en reconduisant la coalition noire-jaune avec le Parti démocrate de Sarre (FDP/DPS), qui a recueilli 7 % des suffrages et 4 élus.
En sa qualité de chef de gouvernement régional, il a occupé la présidence tournante du Conseil fédéral pour la période s'étendant du 1er novembre 1980 au 31 octobre 1981.

### Élections de 1985: une défaite claire
Candidat à un troisième mandat aux élections régionales de 1985, il est cette fois nettement battu par Lafontaine, qui remporte la majorité absolue au Landtag en obtenant 49 % des voix et 26 députés, contre 37 % et 20 élus à la CDU, son plus mauvais résultat depuis vingt-cinq ans. Il cède officiellement le poste de ministre-président le 9 avril, et se retire alors de la vie politique.
Jusqu'à sa mort, en 2000, il mène une carrière d'avocat.